# Martin Hammerich
Martin Johannes Hammerich (Copenhague, 4 de diciembre de 1811 - 20 de septiembre de 1881) fue un historiador del arte, educador, escritor y traductor danés. Formó parte del movimiento nacional liberal y fue miembro de la Asamblea Constituyente danesa de 1848. Fue director de la Borgerdydskolerne de 1842 a 1867.

## Primeros años de vida y educación
Hammerich nació en Copenhague, hijo del comerciante Johannes Hammerich (1777-1852) y de Meta Magdalena Adolph (1777-1823). Era hermano del teólogo e historiador Frederik Hammerich (1809-1877) y padre del ingeniero Holger Hammerich (1845-1915).
Creció en el seno de una familia acomodada y se graduó en las Borgerdydskolerne de Christianshavn en 1828. Posteriormente, se matriculó en la Universidad de Copenhague, donde ganó el segundo premio por un trabajo sobre los libertos en la Antigua Roma, antes de licenciarse en Teología en 1833. En 1836, obtuvo un máster con una tesis sobre el mito del Ragnarök y su papel en la religión nórdica antigua. Se trataba de la primera tesis escrita en danés en la universidad. En la solicitud, había señalado lo poco razonable que era tratar un tema nórdico en latín y, a pesar de la preocupación del rey Federico VI, se le concedió una dispensa.

## Viajes y comienzos de su carrera académica

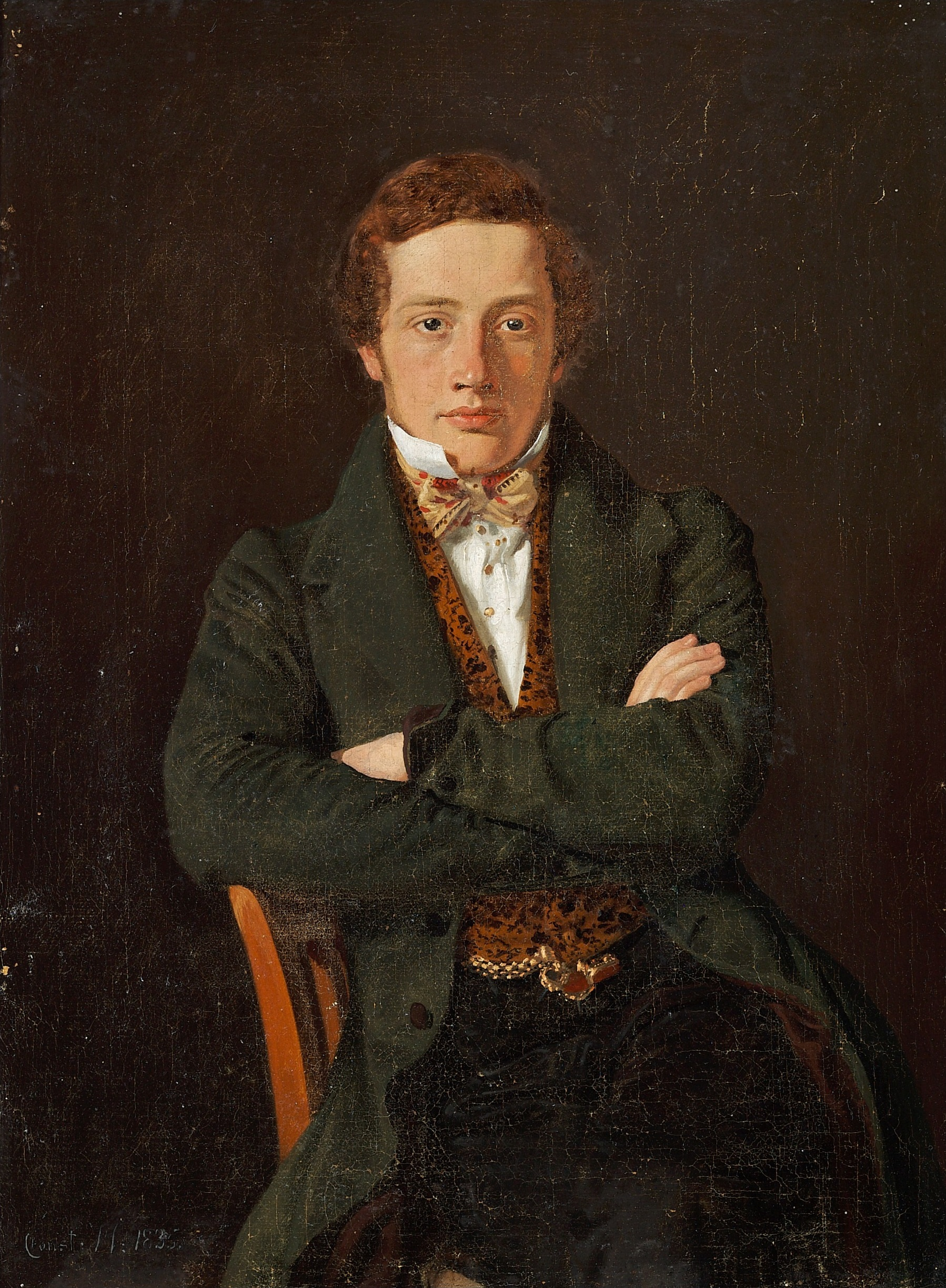
Martín Hammerich por Constantin Hansen en 1835

Los principales intereses de Hammerich eran la filología y la mitología, abarcando desde Islandia hasta la India. Tras defender su tesis, viajó al extranjero para continuar su formación. Inicialmente, viajó a la Universidad de Bonn para estudiar sánscrito con el profesor August Wilhelm Schlegel (1767-1845) y, más tarde, continuó en la Universidad de Oxford, donde estudió con el orientalista inglés Horace Hayman Wilson (1786-1860). En 1838, su siguiente viaje al extranjero le llevó a Francia, Italia y Grecia.
Tras su regreso a Dinamarca, fue cofundador de la Sociedad de Estudiantes Liberales (Studentersamfund) junto a Carl Ploug, Andreas Frederik Krieger, Ditlev Gothard Monrad y otros, y fue brevemente su presidente. Ya en 1840 había sido rechazado por el consejo universitario (Consistorium). Entre 1841 y 1844 fue profesor interino de sánscrito en la universidad. Su interés por la cultura india antigua se había inspirado en la lectura de Sacontalá o El anillo fatal, traducido por el cónsul danés Hans West (1758-1811). En 1845, Hammerich publicó una traducción al danés titulada Sacontala eller den uheldige Ring, influido por una versión mejorada del erudito sánscrito Otto von Böhtlingk (1815-1904).

## Educador
Tras la muerte de Niels Bygum Krarup en 1842, Hammerich fue nombrado nuevo director de la escuela de Christianshavn, la antigua Borgerdydsskolerne. Permaneció en el cargo durante 25 años. Como miembro de una comisión escolar y a través de numerosos artículos, influyó notablemente en Johan Nicolai Madvig (1804-1886) y en la reorganización del sistema de enseñanza secundaria en 1850.

## Política
Hammerich fue parte del movimiento escandinavo. Fue cofundador de la Sociedad Escandinava (Skandinavisk selskab) en 1843 y de la Sociedad Nórdica de Historia Literaria (Nordisk literatur-samfund en 1847 y del Nordic University Journal ( Nordisk Universitetstidskrift en Escandinavismo) en 1854. Fue miembro de la junta directiva de la Asociación Sueca Letterstedtka (Letterstedtska föreningen) desde 1876.
Hammerich fue elegido para la Asamblea Provincial de Roskilde (Roskilde Stænderforsamling) y miembro de la Asamblea Constituyente danesa elegida en el primer distrito de Copenhague.

## Editor y escritor
Hammerich y G. Rode publicaron Aandelige Sjunge-Chor, del obispo Thomas Kingo (1634-1703). También colaboró en un libro sobre Ludvig Holberg y escribió un pequeño libro sobre literatura danesa y noruega, así como Evalds Levnet (1860), la biografía del dramaturgo Johannes Ewald (1743-1781). También escribió un libro sobre la obra del escultor Bertel Thorvaldsen (1770-1844), publicado póstumamente como Om fremstillingskunsten i retning af det almene (1881). Sus discursos, conferencias y artículos se publicaron en los cinco volúmenes de Smaaskrifter om Kultur og Undervisning (1866-1882).

## Vida personal

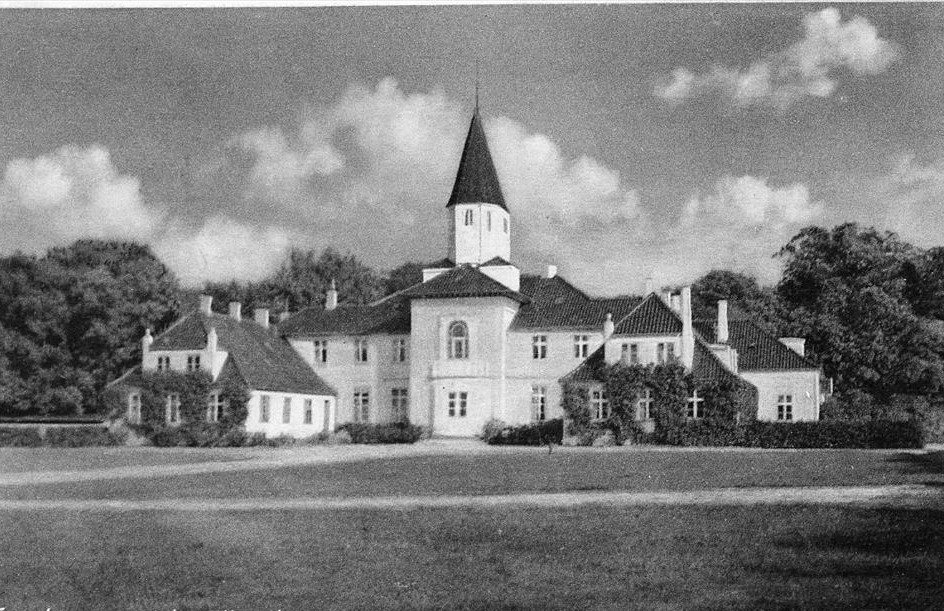
Iselingen en Vordingborg. Hacia 1950

Hammerich se casó el 3 de diciembre de 1841 con Anna Mathea Aagaard (16 de junio de 1820-28 de febrero de 1904), hija de Holger Halling Aagaard (1785-1866) y Marie Koes (1790-1858). La familia vivió en Wildersgade 5, en Christianshavn, desde 1844. En 1856 fue nombrado caballero de la Orden de Dannebrog.
En 1867 heredó de su suegro la finca Iselingen en Vordingborg. Murió en la finca el 20 de septiembre de 1881. Está enterrado en el cementerio de Ørslev. La lápida fue diseñada por Thorvald Bindesbøll y presenta un retrato en relieve de Vilhelm Bissen.

## Obras seleccionadas
- Om Ragnaroksmythen Og Dens Betydning I Den Oldnordiske Religion (Trykt hos JD Quist, 1836)
- Danska och norska läsestycken (Förlagt af Den Gyldendalske Boghandel, 1865)

## Otras fuentes
- Jesper Brandt Andersen (2011) Martin Hammerich – arte y danza en Guldalderen (Forlaget Vandkunsten)ISBN 978-87-7695-266-2